# カンノ製作所
株式会社カンノ製作所（カンノせいさくしょ）は、福岡県北九州市小倉北区に本社を置く、通信機器システム等を扱う会社である。
主に鉄道関連の機器を取り扱う会社で、発車メロディや発車ベル装置、駅構内への放送装置、風速監視装置などを製作している。オーディオ機器の製作も過去行っており、愛好家を対象とした真空管アンプ・オーディオトランスなどの商品も製作していた。

## 沿革
- 1930年（昭和5年）9月 - 小倉市（現・北九州市小倉北区）京町に開業。 電気工事ならびに通信機器の製作及び修理・販売を営む。
- 1944年（昭和19年）12月 - 株式会社カンノ製作所を設立。
- 1964年（昭和39年）1月 - 埼玉県所沢市に埼玉工場を新設、電子制御機器の製作を開始。
- 1978年（昭和53年）5月 - 広島県広島市に広島出張所を開設。
- 1978年（昭和53年）12月 - 宮城県仙台市に仙台出張所を開設。
- 1979年（昭和54年）2月 - 所沢市に東京営業所を開設。
- 1979年（昭和54年）7月 - 本社を現在地に移転。
- 1987年（昭和62年）5月 - 大阪府大阪市淀川区に大阪営業所開設。
- 1989年（平成元年）5月 - 福岡県福岡市博多区に福岡営業所開設。
- 1990年（平成2年）7月 - 東京営業所が東京支社に昇格。
- 1994年（平成6年）11月 - 福岡県京都郡苅田町に北九州工場を新設。
- 1996年（平成8年）10月 - 島根県松江市に米子出張所を開設
- 2004年（平成16年）6月 - 福岡営業所を本社営業部に統合。
- 2006年（平成18年）6月 - 大阪営業所が関西営業部に昇格。
- 2006年（平成18年）11月 - 京都郡苅田町苅田（苅田臨空産業団地）に北九州工場を移転。
- 2008年（平成20年）10月 - 東京支社を移転。
- 2009年（平成21年）7月 - 新宿区西新宿に首都圏営業部開設。
- 2009年（平成21年）10月 - 名古屋市中村区に名古屋営業所開設。
- 2011年（平成23年）4月 - 米子出張所を米子市に移転。米子営業所に昇格。
- 2012年（平成24年）8月 - 広島出張所を広島営業所に昇格。
- 2012年（平成24年）8月 - 石川県金沢市に金沢営業所を開設。
- 2013年（平成25年）3月 - 大阪営業所を移転。
- 2018年（平成30年）2月 - 新しい企業キャッチコピーを発表、「INNOVATION TO CONNECT “つなぐ”を革新する」。
- 2018年（平成30年）7月 - 広島営業所を移転。

## 発車メロディ
- 東日本旅客鉄道（JR東日本）
正式な曲名は公式で発表されているものがないため、有志による以下のような整理番号で呼ばれている[1]。
  - 近郊地域13番：西川越駅～武蔵高萩駅などで使用されていた。音色違いも存在していた。
  - 近郊地域14番：西川越駅～武蔵高萩駅などで使用されていた。音色違いも存在していた。
  - 近郊地域15番：府中本町駅や甲府駅などで使用されていた。甲府駅を最後に消滅。
  - 近郊地域16番：府中本町駅や甲府駅など使用されていた。甲府駅を最後に消滅。
  - 長野1番：下諏訪駅のみで使用。
  - 長野2番：今井駅や軽井沢駅(しなの鉄道)などで使用。
  - 府中本町1番：現在不使用。府中本町駅で使われていた。また、短縮版が青梅線などで接近メロディとして使われていた。
  - 府中本町2番：JR東日本では、現在不使用。府中本町駅で使われていた。土佐くろしお鉄道の中村駅、宿毛駅で現在も発車メロディとして使われている。

- 西武鉄道 - 1994年1月号の月報誌『西武鉄道かわら版』で主要駅のそれまでの発車ブザーに代わり導入されることが発表され、同年2月の所沢駅を皮切りに、かつては主要駅の多くでカンノ製作所の発車メロディを50種類という多数を採用していた。後に線区ごとに統一したメロディを導入した。現在でも、多摩湖駅、是政駅、武蔵境駅、萩山駅などで使用されている。

到着メロディ
- JR九州西屋敷駅、筑前大分駅など
- JR西日本幡生駅など

上記のほか、九州旅客鉄道（JR九州）主要駅の案内放送や、西日本旅客鉄道（JR西日本）山陰本線、神戸新交通、愛知環状鉄道の一部、北越急行ほくほく線の接近メロディにも使用されている。愛知環状鉄道ではそれまで未導入であった曲が多数使用された。